# Горбаль Ярослав Миколайович
Ярослав Миколайович Горбаль (нар. 19 липня 1954, с. Єсаульське Кемеровська область, Російська Федерація) — диригент військових та цивільних оркестрів, викладач, Заслужений діяч мистецтв України.

## Загальні відомості
Народився 19 липня 1954 року в с. Єсаульське Кемеровської області. З 1971 по 1975 роках навчався в Дрогобицькому музичному училищі. У 1976 році вступив на Факультет військових дириґентів при Московській консерваторії ім. П. Чайковського. Після закінчення навчання працював на посадах начальника оркестру/військового дириґента у військових частинах декількох округів. В 1993–2005 рр. — начальник військово-дириґентської кафедри Львівського військового інституту сухопутних військ при НУ «Львівська політехніка», єдиного у країні закладу з підготовки музик для військових оркестрів. В 1998 р. був відзначений почесним званням «Заслужений діяч мистецтв України». Я. М. Горбаль — лауреат ряду конкурсів та фестивалів. У ЛНМА ім. М. В. Лисенка за сумісництвом з 2006 р. — викладання у класах дириґування та читання партитур на кафедрі оркестрового диригування. З 2011-го диригент духового оркестру НУ «Львівська політехніка».

## Творчість
Автор аранжувань класичних творів для духового та симфонічного оркестру.